# Ad Reinhardt
Adolph Dietrich Friedrich Reinhardt (* 24. Dezember 1913 in Buffalo; † 30. August 1967 in New York, N.Y.) war ein US-amerikanischer Farbfeldmaler, Karikaturist und Kunsttheoretiker. Er gilt als Vorläufer des Minimalismus in der Malerei.

## Leben
Ad Reinhardt studierte von 1931 bis 1935 Literatur und Kunstgeschichte an der Columbia University in New York, unter anderen bei Meyer Schapiro. 1935 erwarb er den Bachelor. Er war mit Thomas Merton und Robert Lax befreundet und gab mit ihnen die humoristische College-Zeitung The Jester heraus. 1936–1937 studierte er bei Carl Holty (1900–1973) und Francis Criss (1901–1973) an der progressiven American Artists School, 1936 war er kurz Student an der National Academy of Design bei Karl Anderson.
Reinhardt erhielt von 1937 bis 1941 dank Burgoyne Diller Aufträge der Künstlerförderung (Federal Art Project) der New Deal Works Progress Administration (WPA/FAP) in der Abteilung Tafelmalerei: Reinhardt wurde Artist, Class 1, Grade 4, $87.60 mo., Easel Division. 1937 wurde er Mitglied der American Abstract Artists, deren Direktor Carl Holty war. Er engagierte sich im American Artists' Congress und der Artist's Union. Er schrieb ab 1942 für die linke Zeitung PM. 1943 und 1944 hatte er seine ersten Einzelausstellungen, 1944 wurde eines seiner Bilder von einer öffentlichen Sammlung erworben. 1947 nahm er an der von Barnett Newman organisierten Gruppenausstellung The Ideographic Picture in der Betty Parsons Gallery teil. Reinhardt wurde von 1946 bis zu seinem Tod von Betty Parson vertreten.
Nach dem Abschluss in Kunstgeschichte an der New York University bei Alfred Salmony und einem Jahr Militärdienst (1944/45) erhielt er 1947 eine Stelle am Brooklyn College. Dort lehrte er bis zu seinem Tode und war Gastdozent an der California School of Fine Arts in San Francisco, an der University of Wyoming, der Yale University und am Hunter College in New York. Nach Yale hatte ihn Josef Albers 1952/53 als Visiting Artist Critic eingeladen, wo er durch die Begegnung mit Albers zu einem tieferen Verständnis der Farbe fand.

## Cartoons
1946 und 1947 fertigte er collagierte Cartoons („art comics“) für die Sonntagsbeilage der liberalen New Yorker Zeitschrift P.M., zu denen er – Max Ernst folgend – Holzschnittvorlagen aus Kalendern, Almanachen und Handbüchern des 19. Jahrhunderts verwendete. Die Cartoons, die er mit Handzeichnungen geringfügig ergänzte, erschienen unter den Überschrift „How to look at (...a Cubist Painting, ...low Surrealistic art, ect.)“. In ihnen persiflierte er die Ratgeberliteratur der 1930er und 1940er Jahre. In den 1950er Jahren fertigte er Cartoons für die von Harry Holzmann neu gegründete Kunstzeitschrift trans/formation, in denen er den Kubismus, den Surrealismus, sowie Ausstellungen, z. B. die im Whitney Museum of American Art über amerikanische Kunst (1950) oder im Museum of Modern Art über abstrakte amerikanische Kunst (1951) parodierte. Von 1952 bis 1956 arbeitete er für die Kunstzeitschrift ARTnews und setzte sich ebenfalls in den Cartoons bissig mit dem (vorzugsweise New Yorker) Kunstbetrieb auseinander.

## Malerei
Reinhardts Malerei war stark beeinflusst von Piet Mondrian und Mark Rothko. Er malte konstruktiv-geometrische Bilder und beschränkte seine Farbskala auf ein chromatisch enges Spektrum, zum Beispiel auf Rottöne. In seinen Brick Paintings der 1940er Jahre verteilte er scheinbar wahllos „bunte Farb-Bausteine auf der Leinwand, so dass sich eine Art All-over-Struktur ergibt“.
Unter dem Einfluss von Josef Albers’ low range color studies arbeitete er in den frühen 1950er Jahren an „Serien von roten und blauen Bildern in einem Spektrum von nahe beieinanderliegenden Farben“. Nach 1953 schuf er ausschließlich Black Paintings, die er als „Meditationstafeln“ verstand: schwarz abgetönte, rechteckige Bilder mit kreuzartigen Rechteckformen, die indessen kaum noch wahrnehmbar sind. Erst bei genauer Betrachtung sind feinste Abstufungen in den Farbstrukturen zu erkennen.
Im Jahr 1968 wurden posthum Arbeiten von ihm auf der 4. documenta in Kassel gezeigt. 1985 zeigte die Staatsgalerie Stuttgart neben monochromatischen Bildern, die zwischen 1952 und 1967 entstanden, auch Farbdias und Cartoons des Künstlers. Das Josef Albers Museum. Quadrat Bottrop stellte Reinhardts Letzte Bilder zusammen mit Arbeiten von Josef Albers 2010/2011 aus. Es war die erste Reinhardt-Ausstellung in Europa seit 25 Jahren. Sie stand damit in dem von Ad Reinhardt angeregten 25-Jahre-Zyklus, in dem abstrakte Kunst ausgestellt werden solle. Dabei spielte er auf seine 1960 bei Betty Parson gezeigte Ausstellung 25 Years of Abstrakt Painting an. Neben einigen geometrischen Werken wurden in Bottrop seine Serie schwarzer Gemälde gezeigt, die sich nur durch genaues Hinschauen in Nuancen der Lichtabsorption unterschieden.

## Kunsttheorie
Trotz seiner scharfen und teilweise schmähenden Kritik an den amerikanischen abstrakten Expressionisten wird er dieser Kunstrichtung zugeordnet. Er gilt als „der Kunst-Purist schlechthin“. Für ihn steuert die Kunst auf einen Reduktionsprozess zu, „der alle wesensfremden und akzidentellen Elemente wie etwa Symbol, Inhalt, Aussage, Stil und Komposition langsam eliminiert“, zum Schluss auch noch alle Farben außer Schwarz. „Mit dem fast schwarzen Bild ist konzeptionell der Fluchtpunkt in der Malerei erreicht, der Purismus auf die Spitze getrieben.“

„Das eine, was sich über Kunst sagen läßt, ist, daß sie eines ist. Kunst ist Kunst-als-Kunst, und alles andere ist alles andere. Kunst-als-Kunst ist nichts als Kunst. Kunst ist nicht, was nicht Kunst ist. Der eine Gegenstand von fünfzig Jahren abstrakter Kunst, ist Kunst-als-Kunst vorzustellen, und als nichts anderes, aus ihr nur das eine zu machen, das sie ist, indem man sie mehr und mehr absondert und definiert, sie reiner und leerer macht, absoluter und ausschließlicher – nicht-gegenständlich, nicht-darstellend, nicht-figurativ, nicht-imagistisch, nicht-expressionistisch, nicht-subjektiv. Der einzige und eine Weg, zu sagen, was abstrakte Kunst ist, liegt darin zu sagen, was sie nicht ist.“

## Schriften
- Ad Reinhardt, Robert Motherwell (Hrsg.): Modern Artists in America. 1950.
- Barbara Rose: Art-as-Art: The Selected Writings of Ad Reinhardt. New York 1975.

## Ausstellungen
- 1943: erste Einzelausstellung im Columbia Teachers College, New York[9]
- ab 1946: Ausstellungen in der Betty Parsons Gallery, New York[9]
- 1966: Ausstellung im Jewish Museum, New York[9]
- 1970: Ausstellung der Black Paintings in der Marlborough Gallery, New York[9]
- 1972: Einzelausstellung in der Kunsthalle Düsseldorf, danach: Stedelijk Van Abbemuseum, Eindhoven; Kunsthaus Zürich; Centre Georges-Pompidou, Paris; Museum des 20. Jahrhunderts, Wien[9]
- 1980: Reinhardt and Color, Solomon R. Guggenheim Museum, New York[9]
- 1991: Ad Reinhardt, MoMA, New York[10]
- 2010: Letzte Bilder. Ad Reinhardt, Quadrat Bottrop[4]
- 2011: Ad Reinhardt: A Retrospective of Comics, Institute of Contemporary Arts, London[11]
- 2013–2024: diverse Ausstellungen von Ad Reinhardts Werken mit verschiedenen Themenschwerpunkten, David Zwirner Gallery, New York und Los Angeles[12]
- 2015: Ad Reinhardt: Art vs. History, Kunsthalle Malmö[13] und EMMA – Espoo Museum of Modern Art, Tapiola, Finnland (2016)[14]
- 2017: Hard to Picture: A Tribute to Ad Reinhardt, Musée d’Art Moderne Grand-Duc Jean, Luxemburg[15]
- 2018: Ad Reinhardt – Art + Satire, Galleria Civica di Modena, Modena[16]
- 2021: Ad Reinhardt: „Art Is Art and Everything Else Is Everything Else“, Fundación Juan March, Madrid[17]
- 2022: Ad Reinhardt. Color Out of Darkness, Curated by James Turrell, Pace Gallery, New York[18]